# Carmen Boullosa
Carmen Boullosa Velázquez (Ciutat de Mèxic, 4 de setembre del 1954) és una escriptora mexicana. Va estudiar la filologia hispànica a la UIA i a la UNAM. Ha treballat com a professora en diverses universitats (Columbia University, Georgetown University, New York University, Sorbonne, San Diego State University…) i com a coordinadora o redactora de diverses publicacions.

## Novel·les
- Mejor desaparece, 1987
- Antes, México: Vuelta, 1989
- Son vacas, somos puercos: filibusteros del mar Caribe, 1991
- El médico de los piratas: bucaneros y filibusteros en el Caribe, 1992
- Llanto: novelas imposibles, 1992.
- La milagrosa, 1992
- Duerme, 1994
- Cielos de la tierra, 1997
- Treinta años, 1999
- Prosa Rota, 2000
- De un salto descabalga la reina, 2002
- La otra mano de Lepanto, 2005
- La novela perfecta, 2006
- El Velázquez de París, 2007
- La virgen y el violín, 2008
- El complot de los románticos, 2009
- Las paredes hablan, 2010
- Texas, 2013
- El libro de Ana, 2016

## Premis
- 1989 Premio Xavier Villaurrutia
- 1991 Guggenheim Fellowship
- 1996 LiBeraturpreis
- 1997 Anna Seghers-Preis